# Lacertibaenia
De Lacertibaenia zijn een taxon (een systematische groep) van de schubreptielen (Squamata). Het omvat de echte hagedissen (Lacertidae) en de wormhagedissen (Amphisbaenia) evenals het uitgestorven geslacht Cryptolacerta. Volgens een stamboom van de schubreptielen opgesteld door Vidal en Hedges in 2005, die gebaseerd is op moleculair-biologische gegevens, zijn de echte hagedissen en de wormhagedissen zustergroepen, de clade gevormd door beide taxa is de zustergroep van de tejuhagedissen.

## Kenmerken
De nauwe verwantschap van deze twee extern verschillende groepen is gebaseerd op moleculair biologische studies en wordt niet ondersteund door morfologische kenmerken zoals die welke bij fossielen te ontdekken zijn. Het begrip wordt daarom door de meeste paleontologen verworpen. De echte hagedissen worden toegewezen aan de skinken (Scincomorpha) in het traditionele squamate systeem vanwege enkele overeenkomsten in de lichaamsbouw. De overeenkomsten zouden echter alleen gebaseerd op convergentie kunnen zijn: de moleculair biologische bevindingen spreken tegen een verwantschap. De wormhagedissen zijn een groep van overwegend wormachtige, ondergrondse dieren waarvan de naaste verwanten al lang onduidelijk zijn.
De gemeenschappelijke voorouder van alle Lacertibaenia zou ongeveer 130 miljoen jaar geleden in het Laat-Krijt hebben geleefd.

## Systematiek
De naaste levende verwanten van Lacertibaenia zijn waarschijnlijk de Gymnophthalmoidea of Teiformata (tejuhagedissen (Teiidae), skinkachtigen (Gymnophthalmidae) en Alopoglossidae), het gemeenschappelijke taxon van Lacertibaenia en Gymnophthalmoidea wordt Lacertibaenia of Laterata genoemd.
De Mexicaanse wormhagedis (Bipes biporus) is een van de weinige soorten wormhagedissen die niet volledig pootloos is.
Cladogram van Lacertibaenia: Het volgende diagram toont de positie van Cryptolacerta als een zustergroep van de wormsalamanders in een gemeenschappelijke clade met de hagedissen.
|  | Echte hagedissen (Lacertidae)                                                   |
|  |                                                                                 |
|  | \| \| Cryptolacerta \| \| \| \| \| \| Wormhagedissen (Amphisbaenia) \| \| \| \| |
|  |                                                                                 |
|  | Cryptolacerta                                                                   |
|  |                                                                                 |
|  | Wormhagedissen (Amphisbaenia)                                                   |
|  |                                                                                 |

|  | Cryptolacerta                 |
|  |                               |
|  | Wormhagedissen (Amphisbaenia) |
|  |                               |

|  | Echte hagedissen (Lacertidae)                                                   |
|  |                                                                                 |
|  | \| \| Cryptolacerta \| \| \| \| \| \| Wormhagedissen (Amphisbaenia) \| \| \| \| |
|  |                                                                                 |
|  | Cryptolacerta                                                                   |
|  |                                                                                 |
|  | Wormhagedissen (Amphisbaenia)                                                   |
|  |                                                                                 |

|  | Cryptolacerta                 |
|  |                               |
|  | Wormhagedissen (Amphisbaenia) |
|  |                               |